# Danger (artiste)
Danger, nom de scène de Franck Rivoire, né en 1984 à Saint-Chamond, est un plasticien et compositeur français de musique électronique.

## Biographie
Franck Rivoire découvre la musique à travers les bandes originales de films et les thèmes de jeux vidéo ; il cite notamment pour influence Capcom et Konami, les réalisateurs Steven Spielberg, Stanley Kubrick et John Carpenter, Goethe, Jean Michel Jarre, Herbie Hancock, Jean-Sébastien Bach, ou encore les compilations Thunderdome. Il commence sa carrière comme designer graphique et conçoit un comic book sous le pseudonyme de Danger. Après avoir étudié le saxophone et le solfège durant huit ans, il se passionne pour la musique électronique lors de la découverte d'un synthétiseur analogique virtuel. À la suite de la création d'un compte Myspace en 2006, il est contacté par différents labels et choisit de rejoindre Ekler'o'shock qui publie son premier EP, 14/09/2007. Deux autres EPs suivent en 2009 (15/09/2007) et 2010 (16/09/2007) qui forme avec 14/09/2007 une trilogie.
En 2014, il sort un EP de 4 titres intitulé July 2013 le 28 avril 2014, accompagné d'un clip qui retrace la création du masque de Danger. En parallèle, il crée « Sunset » avec l'artiste Raphaël Siboni, un projet mêlant art contemporain et musique électronique. Les deux hommes le définissent comme étant « la résurrection de nos mythologies adolescentes. C’est la tentative d’un romantisme générique, résonnant dans l’obscurité du night-club. C’est un coucher de soleil qui vient s’abattre sur les ruines de notre subjectivité ».
En 2016, Danger compose cinq morceaux pour la bande originale électro du jeu vidéo Furi.
En 2017, il publie son premier album, 太鼓 (prononcé Taiko), et assure plusieurs premières parties de la tournée nord-américaine de Madeon et Porter Robinson. L’album inclut également une collaboration avec Lil Brain.
En 2019, il sort l'album Origins, composé de 16 titres.
En 2020, il signe l’intégralité de la bande originale du jeu Haven, développé par le même studio que Furi,.
En 2021, Danger propose un concert virtuel gratuit en collaboration avec G4F Records et The Game Bakers. Conçu comme une expérience immersive d'une quinzaine de minutes, l'événement met en scène des morceaux issus des jeux Furi et Haven, ainsi que de l'album Origins, dans un univers visuel façonné par l'artiste lui-même,.
En 2024, il compose la bande-son du jeu Windblown, développé par Motion Twin, comprenant un total de 14 titres.

## Prestation scénique
Danger porte un masque sur scène, inspiré de l'univers culturel qu'il affectionne (comics, jeux vidéo) et comme moyen de surmonter sa timidité. Le design du masque est une référence aux mages noirs de Final Fantasy mais également aux Jawa de Star Wars[réf. nécessaire].

## Discographie
Les titres des morceaux de Danger ont la particularité d'être écrits sous le même format, soit sous la forme de deux nombres séparés par un double point, voire la lettre H. Il s'agit d'heures, qui selon les dires de l'artiste correspondaient, à l'origine, à l'heure à laquelle il terminait le morceau.

### Albums
| Année | Nom                                  | Pistes                                |
| ----- | ------------------------------------ | ------------------------------------- |
| 2017  | 太鼓 (Taiko)                         | 1789 Records                          |
| 2017  | 太鼓 (Taiko)                         | 7:17                                  |
| 2017  | 太鼓 (Taiko)                         | 11:02                                 |
| 2017  | 太鼓 (Taiko)                         | 11:03                                 |
| 2017  | 太鼓 (Taiko)                         | 22:41                                 |
| 2017  | 太鼓 (Taiko)                         | 19:00 feat. Tasha The Amazon          |
| 2017  | 太鼓 (Taiko)                         | 9:00                                  |
| 2017  | 太鼓 (Taiko)                         | 6:42                                  |
| 2017  | 太鼓 (Taiko)                         | 10:00                                 |
| 2017  | 太鼓 (Taiko)                         | 0:59                                  |
| 2017  | 太鼓 (Taiko)                         | 11:50 feat. Lil Brain                 |
| 2017  | 太鼓 (Taiko)                         | 21:10                                 |
| 2017  | 太鼓 (Taiko)                         | 19:19                                 |
| 2017  | 太鼓 (Taiko)                         | 8:10                                  |
| 2017  | 太鼓 (Taiko)                         | 3:00                                  |
| 2019  | Origins                              | 9:20 Intro                            |
| 2019  | Origins                              | 9:20                                  |
| 2019  | Origins                              | 22:01                                 |
| 2019  | Origins                              | 11:17                                 |
| 2019  | Origins                              | 0:46                                  |
| 2019  | Origins                              | 16:03                                 |
| 2019  | Origins                              | 16:56                                 |
| 2019  | Origins                              | 6:03                                  |
| 2019  | Origins                              | 88:88 Intro                           |
| 2019  | Origins                              | 88:88 Stage 3 the Club                |
| 2019  | Origins                              | 9:19                                  |
| 2019  | Origins                              | 22:39 Intro                           |
| 2019  | Origins                              | 22:39                                 |
| 2019  | Origins                              | 13:13                                 |
| 2019  | Origins                              | 13:12                                 |
| 2019  | Origins                              | 23:05                                 |
| 2020  | Haven (Original Game SoundTrack)     | 04:42 Still Free                      |
| 2020  | Haven (Original Game SoundTrack)     | 07:41 The Beginning of Something      |
| 2020  | Haven (Original Game SoundTrack)     | 8:16 Home                             |
| 2020  | Haven (Original Game SoundTrack)     | 10:27 Appledew Stew                   |
| 2020  | Haven (Original Game SoundTrack)     | 11:18 Move It Muffin!                 |
| 2020  | Haven (Original Game SoundTrack)     | 13:39 Source                          |
| 2020  | Haven (Original Game SoundTrack)     | 14:52 Ready When You Are!             |
| 2020  | Haven (Original Game SoundTrack)     | 15:23 We Can Always Pretend           |
| 2020  | Haven (Original Game SoundTrack)     | 16:43 Blooting Hornets                |
| 2020  | Haven (Original Game SoundTrack)     | 17:09 I Can't Stay Mad at You         |
| 2020  | Haven (Original Game SoundTrack)     | 19:02 Kusa Mukura                     |
| 2020  | Haven (Original Game SoundTrack)     | 20:06 Millions of Lumsecs Away        |
| 2020  | Haven (Original Game SoundTrack)     | 21:01 Sweet Insomnia                  |
| 2020  | Haven (Original Game SoundTrack)     | 22:12 Until the End of Time           |
| 2020  | Haven (Original Game SoundTrack)     | 23:49 Do We Glow Too?                 |
| 2020  | Haven (Original Game SoundTrack)     | 00:21 Nothing but Rust                |
| 2020  | Haven (Original Game SoundTrack)     | 01:53 Now or Never                    |
| 2020  | Haven (Original Game SoundTrack)     | 03:20 Free Fall                       |
| 2020  | Haven (Original Game SoundTrack)     | 05:12 Space Caress                    |
| 2024  | Windblown (Original Game SoundTrack) | 11:50 Wild Eyes                       |
| 2024  | Windblown (Original Game SoundTrack) | 11:50 Wild Eyes - Trailer Version     |
| 2024  | Windblown (Original Game SoundTrack) | 10:07 Broken Breeze                   |
| 2024  | Windblown (Original Game SoundTrack) | 6:34 Golem Gardens                    |
| 2024  | Windblown (Original Game SoundTrack) | 11:45 The Ark                         |
| 2024  | Windblown (Original Game SoundTrack) | 11:15 Steel Orphans                   |
| 2024  | Windblown (Original Game SoundTrack) | 9:22 Bully Ballad                     |
| 2024  | Windblown (Original Game SoundTrack) | 9:10 Eternal Feast                    |
| 2024  | Windblown (Original Game SoundTrack) | 7:16 Nowhere Woods                    |
| 2024  | Windblown (Original Game SoundTrack) | 0:05 Reborn For You                   |
| 2024  | Windblown (Original Game SoundTrack) | 3:18 Navelless Family                 |
| 2024  | Windblown (Original Game SoundTrack) | 8:58 Vortex Prelude - Trailer Version |
| 2024  | Windblown (Original Game SoundTrack) | 9:47 One Day - Trailer Version        |
| 2024  | Windblown (Original Game SoundTrack) | 9:49 Leapers - Trailer Version        |

### EPs
| Année | Titre      | Pistes                |
| ----- | ---------- | --------------------- |
| 2007  | 09/14 2007 | 11h30                 |
| 2007  | 09/14 2007 | 11h30 (DatA Remix)    |
| 2007  | 09/14 2007 | 14h54                 |
| 2007  | 09/14 2007 | 19h11                 |
| 2009  | 09/16 2007 | 88:88                 |
| 2009  | 09/16 2007 | 00:01 feat. Vyle      |
| 2009  | 09/16 2007 | 07:46                 |
| 2009  | 09/16 2007 | 88:88 (EAT Remix)     |
| 2009  | 09/16 2007 | 88:88 (80kidz Remix)  |
| 2010  | 09/17 2007 | 4h30                  |
| 2010  | 09/17 2007 | 3h11                  |
| 2010  | 09/17 2007 | 3h16                  |
| 2010  | 09/17 2007 | 4h30 (Riot Kid Remix) |
| 2010  | 09/17 2007 | 4h30 (Oliver $ Remix) |
| 2014  | July 2013  | 1:09                  |
| 2014  | July 2013  | 1:13                  |
| 2014  | July 2013  | 1:30                  |
| 2014  | July 2013  | 1:42                  |

### Remixes
| Année | Piste                                                                                                | Artiste                  |
| ----- | --- | ------------------------ |
| 2007  | Revolte at 22h10 (crédité comme une piste originale de Danger, remix de Weak Generation)             | Revolte                  |
| 2008  | American Boy (Danger Remix) (existe également en version instrumentale sous le titre Armageddon Boy) | Estelle feat. Kanye West |
| 2008  | Chick Lit (Danger TV Remix)                                                                          | We Are Scientists        |
| 2008  | Into the Galaxy (Danger Remix)                                                                       | Midnight Juggernauts     |
| 2008  | My Way (Danger Remix)                                                                                | Starskee                 |
| 2008  | Divine (Danger Remix)                                                                                | Sebastien Tellier        |
| 2008  | Love Juice (Danger TV Remix)                                                                         | SymbolOne                |
| 2008  | Give It All You Got (Danger Beach Remix)                                                             | Lil Jon ft. Kee          |
| 2008  | Ne.Oh!.Pen (Danger Remix) (Remix of "Oh!")                                                           | Boys Noize               |
| 2009  | Walking On A Dream (Danger Racing Remix)                                                             | Empire of the Sun        |
| 2009  | Drown In The Now feat. Matisyahu (Danger Spy Remix)                                                  | The Crystal Method       |
| 2009  | All The Right Moves (Danger Remix)                                                                   | OneRepublic              |
| 2010  | Imma Be (Danger Olympic Remix)                                                                       | The Black Eyed Peas      |
| 2010  | Acid Washed (Danger Remix)                                                                           | Acid Washed              |
| 2010  | In For The Kill (Danger Ocean Remix)                                                                 | La Roux                  |
| 2010  | Me & You (Danger Remix)                                                                              | Nero                     |
| 2011  | In Doubt feat. CocknBullKid (Danger Remix)                                                           | Black Devil Disco Club   |
| 2012  | Douce Nuit (Danger Remix)                                                                            | Alexandre Chatelard      |